# Pyrrhogyra stratonicus
Espèce
Pyrrhogyra stratonicus est une espèce de lépidoptères (papillons) de la famille des Nymphalidae, sous-famille des Biblidinae, de la tribu des Biblidini et du genre Pyrrhogyra.

## Dénomination
Pyrrhogyra stratonicus a été décrite par Hans Fruhstorfer en 1908.

### Sous-espèces
- Pyrrhogyra stratonicus stratonicus ;  présent en Bolivie et au Pérou.
- Pyrrhogyra stratonicus matthias Brévignon, 1995 ; présent en Guyane[1].

## Écologie et distribution
Pyrrhogyra stratonicus est présent en Bolivie, au Pérou et en Guyane.

### Protection
Pas de statut de protection particulier.